# George Fochive
George Fochive (Washington D. C., Estados Unidos; 24 de marzo de 1992) es un futbolista estadounidense. Juega de centrocampista.

## Trayectoria

### Universidad y amateurismo
Procedente de familia camerunesa, Fochive pasó sus primeros diez años en Clermont-Ferrand, Francia. Como universitario ya en los Estados Unidos, Geroge jugó por los Hawaii Pacific Sea Warriors de la Universidad del Pacífico de Hawái, y por los Connecticut Huskies de la Universidad de Connecticut.
En sus años de universidad, en 2011 y 2012 disputó encuentros junto al Real Maryland Monarchs de la USL PDL.

### Profesionalismo
Fue seleccionado por los Portland Timbers en la tercera ronda del SuperDraft de la MLS 2014, y firmó contrato con el club en febrero de ese año.
En el club, fue enviado a préstamo al Sacramento Republic, equipo filial en la USL Pro. Fochive hizo su debut profesional el 27 de abril de 2014 en la derrota por 1-2 contra el Harrisburg City Islanders.
En febrero de 2016, Portland vendío al jugador al Viborg FF de la Superliga de Dinamarca. Fochive dejó eñ club en diciembre de ese año.
El 12 de enero de 2019, el centrocampista fichó por el Hapoel Hadera de la Liga Premier de Israel. Para la temporada siguiente, se unió al Hapoel Kfar Saba.
Luego de jugar media temporada en el Bnei Yehuda israelí, el 8 de junio de 2021, Fochive regresó al Portland Timbers.

## Estadísticas
Actualizado al último partido disputado el 7 de marzo de 2022
| Real Maryland Monarchs Estados Unidos | 5.ª           | 2011          | 7   | 0  | -  | - | - | - | -  | - | 7   | 0  |
| Real Maryland Monarchs Estados Unidos | 5.ª           | 2012          | 9   | 1  | -  | - | - | - | -  | - | 9   | 1  |
| Real Maryland Monarchs Estados Unidos | Total club    | Total club    | 16  | 1  | 0  | 0 | 0 | 0 | 0  | 0 | 16  | 1  |
| Portland Timbers Estados Unidos | 1.ª           | 2014          | 0   | 0  | 0  | 0 | - | - | -  | - | 0   | 0  |
| Portland Timbers Estados Unidos | 1.ª           | 2015          | 11  | 0  | 2  | 0 | 1 | 0 | 1  | 0 | 15  | 0  |
| Portland Timbers Estados Unidos | Total club    | Total club    | 11  | 0  | 2  | 0 | 1 | 0 | 1  | 0 | 15  | 0  |
| Sacramento Republic Estados Unidos | 3.ª           | 2014          | 11  | 0  | 0  | 0 | - | - | -  | - | 11  | 0  |
| Sacramento Republic Estados Unidos | Total club    | Total club    | 11  | 0  | 0  | 0 | 0 | 0 | 0  | 0 | 11  | 0  |
| Portland Timbers 2 Estados Unidos | 4.ª           | 2015          | 8   | 4  | -  | - | - | - | -  | - | 8   | 4  |
| Portland Timbers 2 Estados Unidos | Total club    | Total club    | 8   | 4  | 0  | 0 | 0 | 0 | 0  | 0 | 8   | 4  |
| Viborg FF Dinamarca | 1.ª           | 2015-16       | 8   | 0  | 0  | 0 | - | - | -  | - | 8   | 0  |
| Viborg FF Dinamarca | 1.ª           | 2016-17       | 12  | 0  | 2  | 0 | - | - | 3  | 0 | 17  | 0  |
| Viborg FF Dinamarca | 2.ª           | 2017-18       | 26  | 2  | 2  | 0 | - | - | -  | - | 28  | 2  |
| Viborg FF Dinamarca | 2.ª           | 2018-19       | 18  | 1  | 2  | 0 | - | - | -  | - | 20  | 1  |
| Viborg FF Dinamarca | Total club    | Total club    | 64  | 3  | 6  | 0 | 0 | 0 | 3  | 0 | 73  | 3  |
| Hapoel Hadera Israel | 1.ª           | 2018-19       | 7   | 1  | 4  | 0 | - | - | 8  | 1 | 19  | 2  |
| Hapoel Hadera Israel | 1.ª           | 2019-20       | 20  | 1  | 0  | 0 | - | - | 5  | 0 | 25  | 1  |
| Hapoel Hadera Israel | Total club    | Total club    | 27  | 2  | 4  | 0 | 0 | 0 | 13 | 1 | 44  | 3  |
| Hapoel Kfar Saba Israel | 1.ª           | 2020-21       | 17  | 0  | 0  | 0 | - | - | -  | - | 17  | 0  |
| Hapoel Kfar Saba Israel | Total club    | Total club    | 17  | 0  | 0  | 0 | 0 | 0 | 0  | 0 | 17  | 0  |
| Bnei Yehuda Israel | 1.ª           | 2020-21       | 5   | 1  | 0  | 0 | - | - | 2  | 0 | 7   | 1  |
| Bnei Yehuda Israel | Total club    | Total club    | 5   | 1  | 0  | 0 | 0 | 0 | 2  | 0 | 7   | 1  |
| Portland Timbers Estados Unidos | 1.ª           | 2021          | 21  | 1  | 0  | 0 | - | - | 3  | 0 | 24  | 1  |
| Portland Timbers Estados Unidos | 1.ª           | 2022          | 1   | 0  | 0  | 0 | - | - | -  | - | 1   | 0  |
| Portland Timbers Estados Unidos | Total club    | Total club    | 22  | 1  | 0  | 0 | 0 | 0 | 3  | 0 | 25  | 1  |
| Total carrera | Total carrera | Total carrera | 181 | 12 | 12 | 0 | 1 | 0 | 22 | 1 | 216 | 13 |
| (1) Incluye datos de la U.S. Open Cup,la Copa de Dinamarca y la Copa de Israel (2) Incluye datos de la Liga de Campeones de la Concacaf (3) Incluye datos de la Copa MLS y Playoffs |               |               |     |    |    |   |   |   |    |   |     |    |

## Palmarés

### Títulos nacionales
| Título   | Club             | País           | Año  |
| -------- | ---------------- | -------------- | ---- |
| Copa MLS | Portland Timbers | Estados Unidos | 2015 |